# کلارآباد
کِلارآباد  شهری از توابع بخش کلار شهرستان عباس آباد در مازندران در ایران است. مردم کلارآباد از قومیت طبری هستند و به زبان طبری (مازندرانی) با گویش کلارستاقی صحبت می‌کنند.
کلارآباد با جمعیت ثابت ۶،۲۶۷ نفر در شهرستان عباس‌آباد و بخش کلار قرار دارد . این شهر در مسیر چالوس به عباس آباد در فاصله ۱۳ کیلومتری مرکز شهرستان و ۱۸ کیلومتری شهر چالوس قرار دارد.کلارآباد یکی از مناطق قدیمی، زیبا و پرجاذبهٔ شمال کشور است که در غرب استان مازندران واقع شده‌است و دارای آب‌وهوای معتدل خزری است.

## تاریخچه

### پیشینه و نام

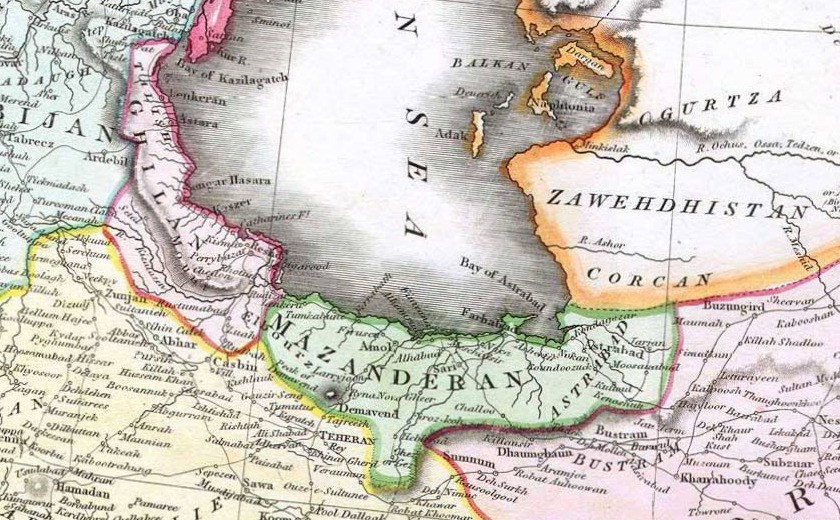
نقشه قدیم مازندران ۱۸۱۴ میلادی

نام تاریخی این منطقه لنگا است. سرزمین لنگا از نمک‌آبرود تا نشتارود امتداد داشت. نام لنگا به سال ۲۷۷ ه‍.ق به عنوان یکی از آبادی‌های غرب طبرستان برای اولین بار در تاریخ مازندران آمده‌است. از لنگا در زمان‌های قبل از حکومت علویان همیشه به عنوان یک آبادی از ولایات رویان یاد شده‌است. در گذشته منطقه رویان از شهرستان نور، نوشهر، چالوس، تنکابن و گاهی مرز غربی آن تا رودسر ادامه می‌یافت.
لینگا در زبان مازندرانی به معنی تراش یافته‌است و مخفف واژه مالینگا مازندرانی است. مالینگا در زبان مازندرانی به محل اطراف و پایگاه گفته می‌شود. همچنین واژه لینگ و لنگ در زبان مازندرانی به معنای پا است.
در گذشته بندری به نام شرابه کلا در این ناحیه وجود داشت و بعدها شهری آباد به نام مرعشی کلا در این ناحیه شکل گرفت.

### دوران باستان

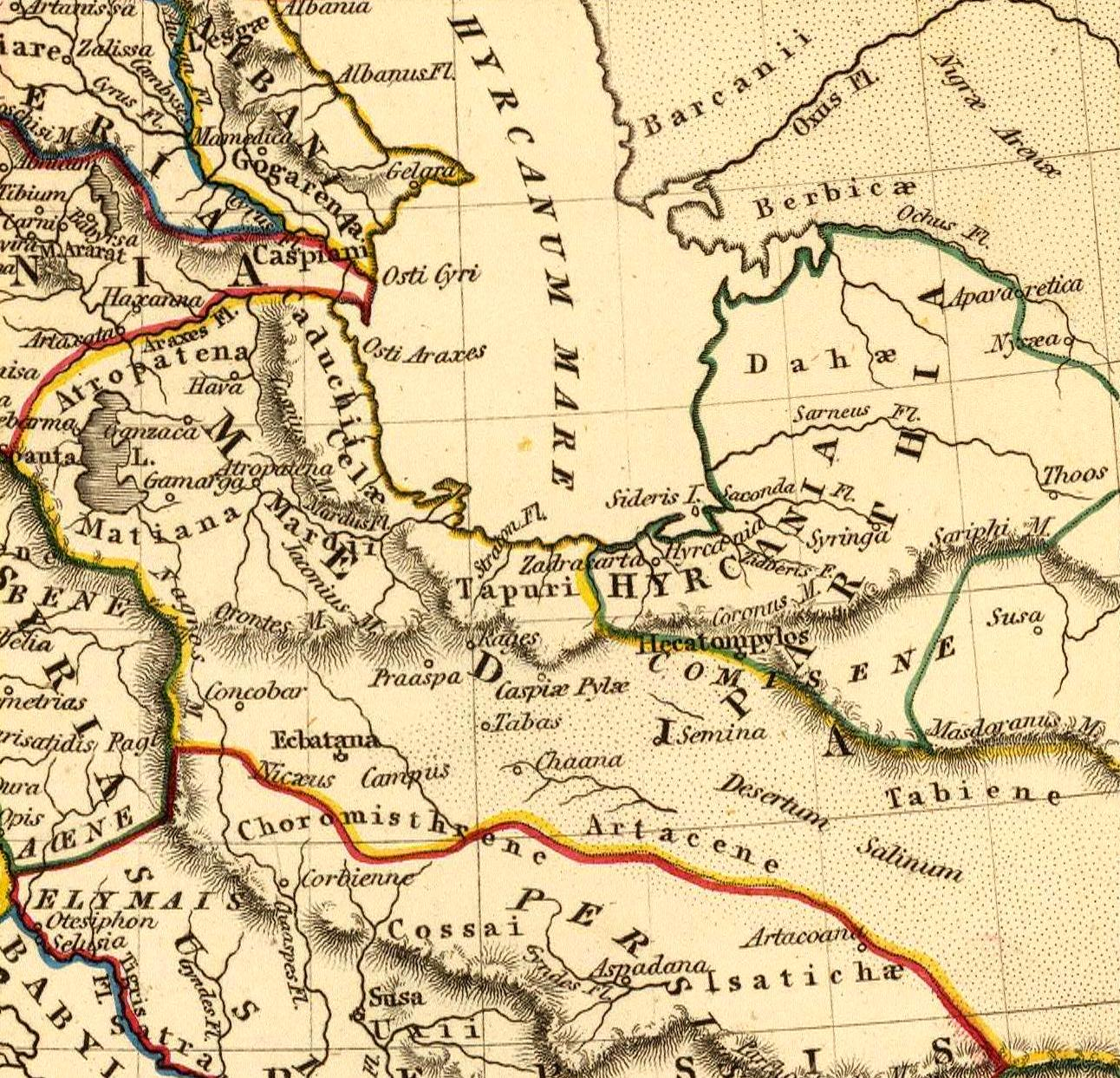
موقعیت تپورها در قرن دوم قبل از میلاد، از شرق سپیدرود تا اسرم هیرکانیا

استان مازندران پیش از اسلام تپورستان (به پهلوی: ) نامیده می‌شد که برگرفته از نام قوم تپوری (به یونانی: Τάπυροι) می‌باشد که پس از اسلام قوم طبری نام گرفتند و سرزمینشان طبرستان نامیده شد.
به اعتقاد مورخان آماردها نخستین سکنه باستانی مازندران بودند و آماردها از آمل تا تنکابن و تپورها از آمل تا گرگان سکونت داشتند. در عصر هخامنشی در کرانه جنوبی دریای مازندران اقوام، تپوری، آمارد، آناریاکه و کادوسی سکونت داشتند. مورخان آماردها را به مردمان داهه و سکایی و پارسی پیوند داده‌اند.
هرودوت از قبیله مارد (mardes) در کنار دائی‌ها (daens)، دروپیک‌ها (dropiques)، و ساگارتی‌ها (sagarties) به عنوان پارس‌های کوچنشین و صحراگرد یاد کرده‌است. پلینیوس مورخ یونانی محل آماردها را قسمت شرقی مارگانیا شناسایی کرده‌است. استرابون(۶۳ ق. م) قوم آمارد را در کنار اقوام تپوری، کادوسی و کرتی به عنوان اقوام کوهستان نشین شمال کشور یاد می‌کند. استرابو می‌نویسد: تمام مناطق این کشور به استثنای بخشی به سمت شمال که کوهستانی و ناهموار و سرد است و محل زندگی کوهنشینانی به نام کادوسی (Cadusii) و آماردی (Amardi) و تپوری (Tapyri) و کرتی (Cyrtii) و سایر مردمان دیگراست، حاصلخیز است.
به گفته واسیلی بارتلد تپوری‌ها در قسمت جنوب شرقی ولایت سکونت داشتند و در قید اطاعت هخامنشیان درآمده بودند و آماردها مغلوب اسکندر مقدونی و بعد مغلوب اشکانیان شدند و اشکانیان در قرن دوم ق. م. آنها را در حوالی ری سکونت دادند و اراضی سابق آماردها به تپوری‌ها اهدا شد و بطلمیوس در شرح دیلم یعنی قسمت شرقی گیلان در ساحل بحر خزر در آن زمان از تپوری‌ها نام می‌برد.به گفته یحیی ذکا در «کاروند کسروی» آورده‌است: آماردان یا ماردان، در زمان لشکر کشی اسکندر مقدونی به ایران، این تیره در مازندران نشیمن می‌داشتند و آن هنگام هنوز قبایل تپوران به آنجا نیامده بودند. به گفته مجتبی مینوی قوم آمارد و قوم تپوری در سرزمین مازندران می‌زیستند و تپوری‌ها در ناحیه کوهستانی مازندران و آماردها در ناحیه جلگه‌ای مازندران سکونت داشتند. در سال ۱۷۶ ق. م فرهاد اول اشکانی قوم آمارد را به ناحیه خوار کوچاند و تپوری‌ها تمام ناحیه مازندران را فرو گرفتند و تمام ولایت به اسم ایشان تپورستان نامیده شد.  سرزمین لنگا و تنکابن بخشی از سرزمین دو قوم تپوری و آمارد بود.

### ریشه نام کَلار
شهرهای آمل، چالوس، کلار، سعیدآباد و رویان جزئی از سرزمین قوم تپوری بودند. کَلار (kalār) [فتحه بر حرف ک] شهری در غرب طبرستان و در ناحیه رویان و رستمدار بوده و به گفته مورخین صدر اسلام فاصله ناتل تا چالوس یک منزل و فاصله چالوس تا کلار یک منزل و فاصله کلار تا دیلم یک منزل بوده است. همچنین کلار نام دژی در فراسوی رود چالوس در کنار رود سردآبرود بوده که مرز‌های کوهستانی رویان و طبرستان را از حمله دیلمیان محفوط می‌داشت. شهر کَلار در دوران اسپهبد شهریار سال ۱۳۶ هجری مرکز رویان و مرکز بخش کوهستانی طبرستان بوده است. شهر کلار و چالوس در سال ۱۴۴ قمری توسط عمر بن علاء عامل خلافت عباسی فتح شد. نخستین بار در قرن سوم نام کَلار به عنوان ناحیتی در طبرستان در متون تاریخی ثبت شده است.
ابن خردادبه شهرهای ساریه، آمل و چالوس را جز شهرهای جلگه‌ای طبرستان و شهرهای رویان و کلار را جز شهرهای کوهستانی طبرستان دانسته‌است.
ابن خردادبه می‌نویسد: در طبرستان شهرهای رویان، آمل، ساریه، شالوس، لارز، شرز، طمیس، دهستان، کلار، گیلان و بدشوارگر می‌باشد. اصطخری مورخ قرن سوم می‌نویسد: آمل، ناتل، سالوس، کلار، رویان، میله، برجی، چشمهٔ‌الهم، ممطیر، ساری، مهروان، لمراسک و تمیشه در شمار طبرستان است. ابن رسته مورخ قرن سوم، طبرستان از جانب مشرق به گرگان و قومس و از طرف مغرب به دیلم و از طرف شمال به دریا و از طرف جنوب به به بعضی از نواحی قومس و ری محدود می‌شود. به گفته ابن رسته مراکز و بخش‌های طبرستان چهارده تا است و خورهٔ آمل که کرسی و مرکز آن ناحیت است و شهرهایش عبارتند از: ساری و مامطیر و تُرنجه و روُبست و میله و مرارکدیه (کدح) و مِهروان و طَمیس و تَمار و ناتل و شالوس و رویان و کلار.
واژه کَلار (kalār) دگرگون گشته واژه کَلاک (kalāk) و کَلات (kalāt) در مفهوم قلعه هست که در زبان مازندرانی بصورت کَلا (kalā) و کُلا(kolā) تلفظ می شود و در مفهوم دژ و آبادی مجهز به جایگاه دفاعی می باشد و این واژه در اکثر نام روستاهای مازندران از تنکابن تا گرگان دیده می شود.

## جاذبه‌های گردشگری
این شهر از شمال به دریای دریای خزر و از جنوب به دامنه‌های سرسبز رشته‌کوه‌های البرز متصل است که این مواهب طبیعی، زیبایی و جذابیت این شهر را دوچندان کرده‌است. این شهر دارای مبلمانِ شهریِ زیبا بوده که در ادوار مختلف به‌عنوان شهر زیبا و سلامت استان انتخاب گردیده‌است.

## محله‌های کلارآباد
کلارآباد از محله‌های خوشامیان و کلارآباد بالا و کلارآباد پایین و چارز و جیسا و اسپی‌رود و لاروسر و کیاده تشکیل شده‌است. این شهر توریستی است و دارای دو شهرک توریستیِ خوشامیان و امیردشت  می‌باشد. جمعیت عمدهٔ کلارآباد در دو بخش کلارآباد بالا و خوشامیان متمرکز شده‌است. جمعیت این شهر در فصول مختلف سال، به‌ویژه تابستان، متغیر است و گردشگران بسیاری را در خود جای می‌دهد.

## جمعیت
بر اساس سرشماری سال ۱۳۹۵ جمعیت این شهر برابر با ۶،۲۶۷ نفر جمعیت بوده است. مردم این شهر به زبان طبری با گویش کلارستاقی صحبت می‌کنند. 